# 精卫填海 (动画)
《精卫填海》是中国大陆拍摄的一部神话题材动画片，该作根据古典神话精卫填海进行改编，该作讲述了精卫与祝融等人一起对抗魔咒的故事该动画与2007年在中央一台上进行首映。

## 剧情
上古时期，教会人们用火改善生活的祝融与水神共工因为继承人的问题而进行交战，共工失败后，由于受到了魔咒的蛊惑，决定用一切方式去夺取天下。
后在精卫等人的努力下，他们终于阻止了共工，并且共工也改邪归正，决定与人们一起建立世界。

## 所获奖项
- 2008年
  - 该作在第四届中国国际动漫节“美猴奖”获得动画短篇大奖。
  - 该作在第十四届上海电视节“白玉兰”奖中获得最佳国产动画片提名。[3][4]
  - 山西省第三届动漫艺术节“原创动漫大赛中，该作获得动画类最佳奖。
  - 该作获得中央电视台“2007年优秀国产动画片”奖项。

## 外部連結
- 豆瓣电影上《精卫填海》的資料 （简体中文）